# 加倫街 (雪梨)
加倫街（英語：Clarence Street），又譯卡崙街、加利倫街、卡剌倫街、其羅倫士街、奇剌倫士街、其罅倫街、其罅倫士街，是澳洲新南威爾斯州雪梨的一條南北向街道。
街道初名為Middle Soldiers Row，後於1810年由紐修威省總督麥覺理以加倫公爵（後登基為英皇威廉四世）命名。介乎巴打士街與雪梨大會堂之間的加倫街路段於1914年更名為聖安德烈坊（St Andrews Place），該路段今已不復存在。
加倫街從都勞街（Druitt Street）向南延伸至占未臣街（Jamison Street），將車流輸入海港大橋。
1989年11月，加倫街介乎巴力街（Barrack Street）與海港大橋之間的路段設立巴士專線。
沿街建築有記利士洋樓、加倫街警署、紅十字會樓及聖公會聖腓力堂。